# Veritas Volume Manager

Veritas Volume Manager (VVM or VxVM) es un administrador de volúmenes propietario de Veritas (la cual fue parte de Symantec hasta enero de 2016).

## Detalles
Está disponible para  Windows, AIX, Solaris, Linux, y HP-UX. Una versión modificada fue construida junto con HP-UX como un administrador de volúmenes integrado. Ofrece administración de volúmenes y funcionalidades de Multipath I/O (cuando es usado junto con la característica Veritas Dynamic Multi-Pathing).Veritas Volume Manager Storage Administrator (VMSA) se ofrece como una interfaz gráfica.

## Versiones
- 6.0: diciembre de 2011 (Windows y Unix),[2][3]
- 5.1: Agosto de 2008 (Windows),[2] diciembre de 2009 (Unix)[3]
- 5.0: agosto de 2006 (Unix),[3] enero de 2007 (Windows)[2]
- 4.1: abril de 2005 (Unix),[3] junio de 2004 (Windows)[2]
- 4.0: febrero de 2004
- 3.5: septiembre de 2002
- 3.2
- 3.1: agosto de 2000[4]
- 3.0

Una vez, Microsoft licenció una versión de Veritas Volume Manager para Windows 2000, permitiendo al sistema operativo para guardar y modificar grandes volúmenes de datos. Symantec adquirió Veritas el 2 de julio de 2005, y reclamó que Microsoft hizo mal uso de la propiedad intelectual para desarrollar funcionalidades en Windows Server 2003, y posteriormente en Windows Vista y Windows Server 2008, el cual competía con Veritas Storage Foundation, según Michael Schallop, director de asuntos legales de Symantec. Un representante de Microsoft reclama que compraron todos los "derechos de propiedad intelectual para todas las tecnologías relevantes a Veritas en 2004". La demanda fue abandonada en 2008; los términos no fueron discutidos.